# Gare de Manage
La gare de Manage est une gare ferroviaire belge de la ligne 117, de Braine-le-Comte à Luttre située sur le territoire de la commune de Manage dans la province de Hainaut en Région wallonne.
Elle est mise en service en 1842 par l'administration des chemins de fer de l'État belge. Depuis la fermeture du bâtiment aux voyageurs, c'est un point d'arrêt non gardé (PANG) à accès libre de la Société nationale des chemins de fer belges (SNCB) desservi par des trains Suburbains (S62), Omnibus (L) et d’Heure de pointe (P).

## Situation ferroviaire
Établie à 129 mètres d'altitude, la gare de Manage est située au point kilométrique (PK) 14,100 de la ligne 117, de Braine-le-Comte à Luttre, entre les gares de Familleureux et de Godarville.
Gare de bifurcation, elle est également l'origine au PK 0,000 : de la ligne 116, de Manage à La Louvière-Centre, avant la gare ouverte de La Louvière-Centre ; de la ligne 141, de Manage à Ottignies (partiellement fermée) ; et de la ligne 113, de Manage à Piéton (fermée).

## Histoire

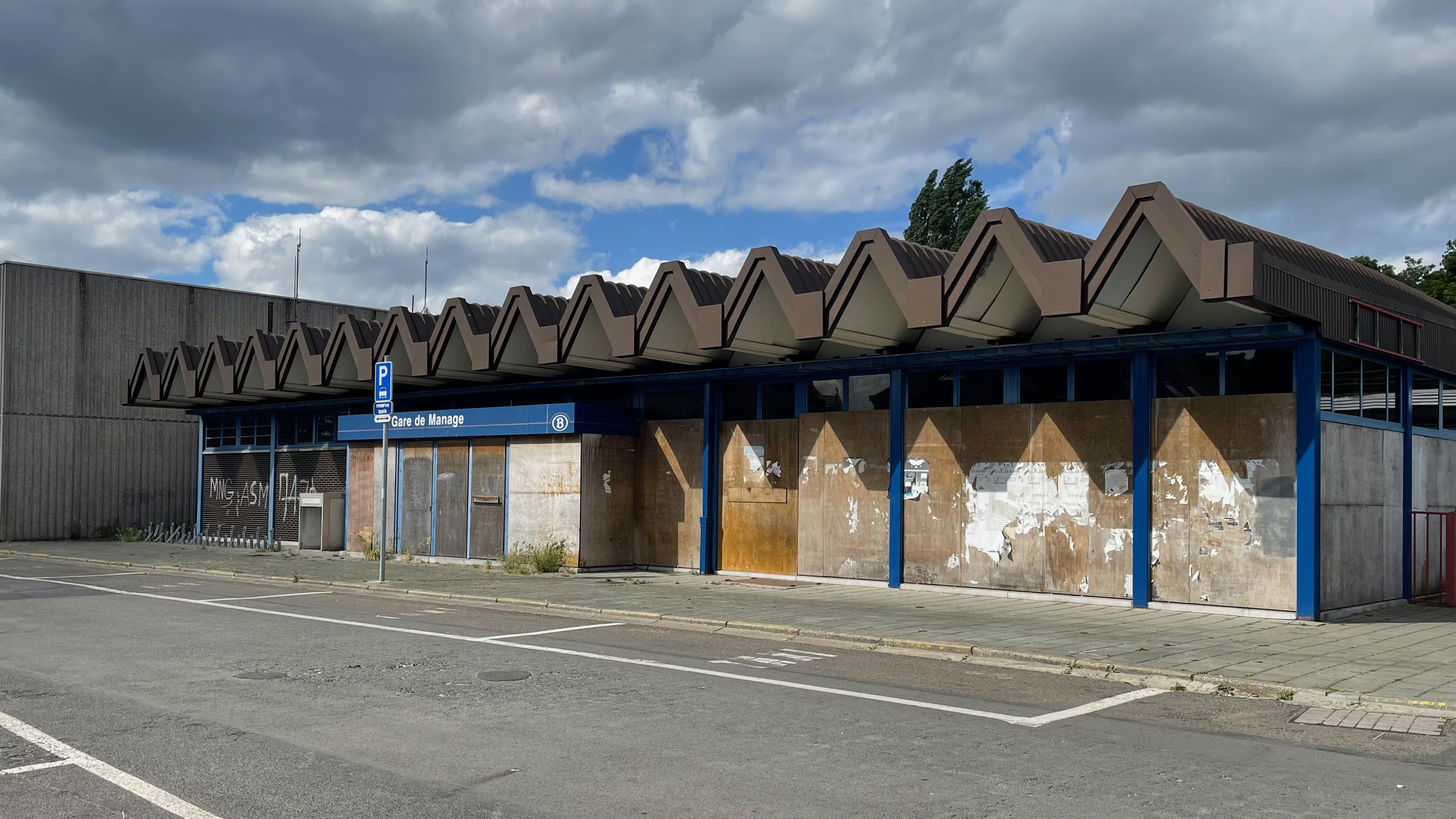
Nouveau bâtiment de la gare à l'abandon.

La gare de Manage est mise en service le 28 décembre 1842 par l'administration des chemins de fer de l'État belge lors de l'ouverture partielle du tronçon de Braine-le-Comte à Manage. L'ouverture complète de la ligne, de Braine-le-Comte à Luttre, a lieu le 23 octobre 1843. 
Manage est alors un hameau dépendant de la commune de Seneffe. Le développement causé par l'arrivée du chemin de fer et l'implantation des industries, provoquant une rapide augmentation de la population, motivera la séparation de Manage, qui devient une commune distincte en 1880. 
Le premier bâtiment, de style néoclassique est construit en 1843 par Auguste Payen. Il est démoli en 1902 au profit d'une gare beaucoup plus vaste et très richement décorée. Ce bâtiment de style néo-renaissance flamande et néo-roman disparut en juin 1976 au profit d'une gare moderne, au style plus dépouillé.

Le bâtiment construit en 1902
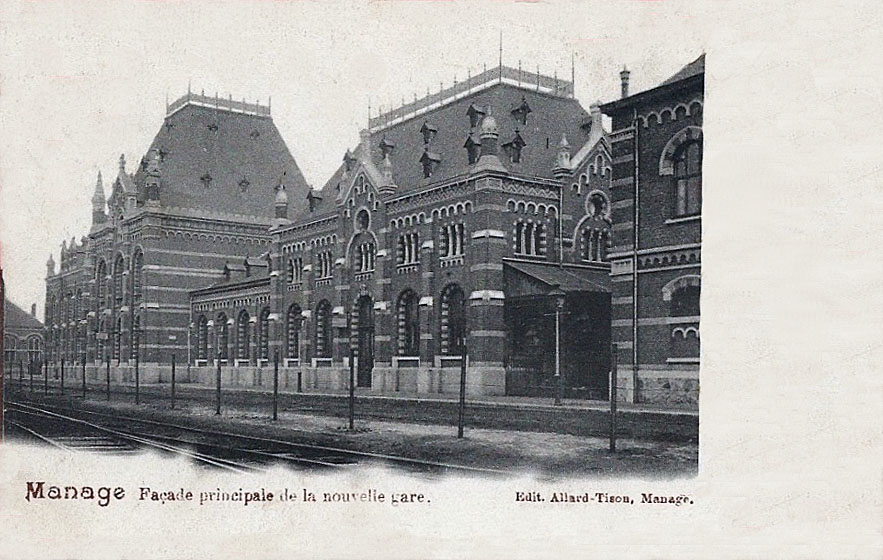
Vers 1905.
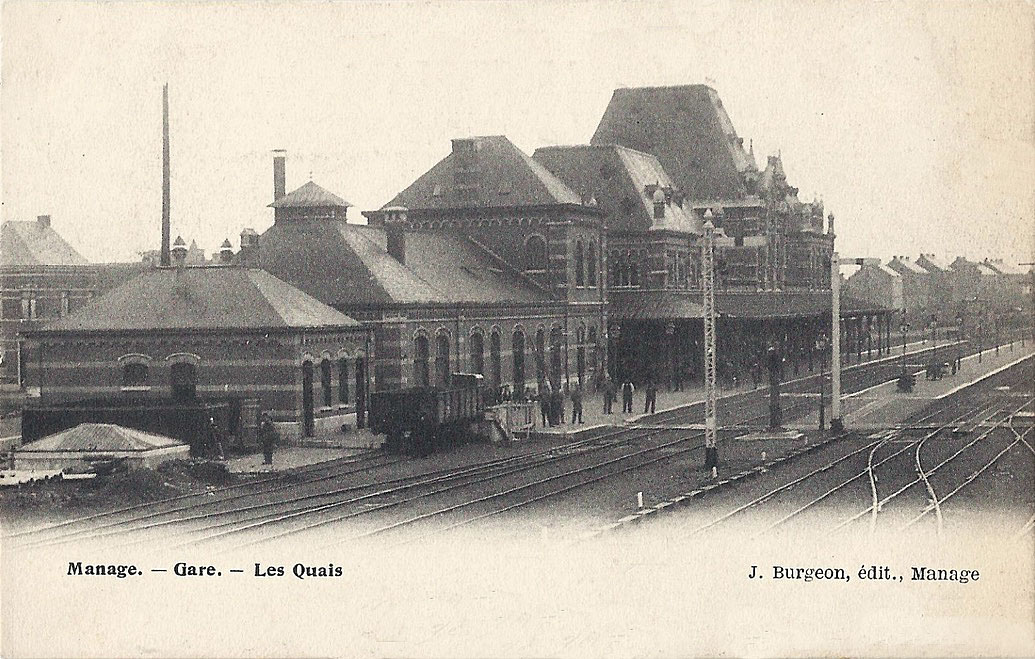
Vers 1905.

Le bureau de poste de Manage situé place de la gare, qui existe toujours, est architecturalement très proche de la gare de 1902,.
Durant les années 2000[Quand ?], le guichet de la gare et sa salle d'attente fermèrent complètement. Le bâtiment de la gare est désormais en grande partie inoccupé.

## Service des voyageurs

### Accueil
C'est un point d'arrêt non géré (PANG) à accès libre. L'achat des tickets s'effectue via des automates de vente disposés à l'extérieur du bâtiment et la traversée des voies s'effectue via un passage souterrain.

### Desserte
Manage est desservie par des trains Suburbains (S), Omnibus (L) et d'Heure de pointe (P) de la SNCB qui effectuent des missions sur la ligne commerciale 117 (voir brochures de ligne).
Seul un très petit nombre de trains permet d'atteindre Braine-le-Comte et les trains directs pour Bruxelles n’existent plus à Manage.
En semaine, la desserte comprend des trains de la ligne S62 du RER de Charleroi reliant Luttre à Charleroi-Central via La Louvière (toutes les heures), ainsi que plusieurs trains P aux heures de pointe :
- un train S62 supplémentaire entre Luttre et La Louvière-Sud, le matin ;
- trois trains P reliant Manage à Braine-le-Comte, le matin ;
- un unique train P reliant Quévy à Manage (via Mons), le matin ;
- un train S62 supplémentaire entre Luttre et Manage, l’après-midi ;
- trois trains P reliant Braine-le-Comte à Manage, l’après-midi ;
- un unique train P reliant Mons à Manage, l’après-midi.

Les week-ends et jours fériés, la desserte est réduite à un train L (toutes les deux heures) entre Luttre et La Louvière-Centre qui poursuit ensuite vers Charleroi-Central en tant que S62.

### Intermodalité
Un parc pour les vélos et un parking pour les véhicules y sont aménagés.

## Comptage voyageurs
Ce graphique et tableau montre le nombre de voyageurs embarquant en moyenne durant la semaine, le samedi et le dimanche.
| Nombre de passagers qui embarquent à la gare de Manage | Nombre de passagers qui embarquent à la gare de Manage | Nombre de passagers qui embarquent à la gare de Manage | Nombre de passagers qui embarquent à la gare de Manage |
|                                                        | Semaine                                                | Samedi                                                 | Dimanche                                               |
| ------------------------------------------------------ | ------------------------------------------------------ | ------------------------------------------------------ | ------------------------------------------------------ |
| 1977                                                   | 1 418                                                  | 244                                                    | 282                                                    |
| 1978                                                   | 1 294                                                  | 270                                                    | 101                                                    |
| 1979                                                   | 1 551                                                  | 335                                                    | 336                                                    |
| 1980                                                   | 1 302                                                  | 322                                                    | 272                                                    |
| 1981                                                   | 1 448                                                  | 284                                                    | 203                                                    |
| 1982                                                   | 1 333                                                  | 205                                                    | 184                                                    |
| 1983                                                   | 1 378                                                  | 295                                                    | 218                                                    |
| 1984                                                   | 987                                                    | 173                                                    | 169                                                    |
| 1985                                                   | 787                                                    | 152                                                    | 166                                                    |
| 1986                                                   | 868                                                    | 153                                                    | 123                                                    |
| 1987                                                   | 792                                                    | 150                                                    | 147                                                    |
| 1988                                                   | 744                                                    | 249                                                    | 207                                                    |
| 1989                                                   | 656                                                    | 165                                                    | 167                                                    |
| 1990                                                   | 638                                                    | 176                                                    | 127                                                    |
| 1991                                                   | 718                                                    | 178                                                    | 146                                                    |
| 1992                                                   | 678                                                    | 185                                                    | 150                                                    |
| 1993                                                   | 622                                                    | 96                                                     | 75                                                     |
| 1994                                                   | 764                                                    | 53                                                     | 48                                                     |
| 1995                                                   | 573                                                    | 50                                                     | 40                                                     |
| 1996                                                   | 496                                                    | 59                                                     | 51                                                     |
| 1997                                                   | 326                                                    | -                                                      | -                                                      |
| 1998                                                   | 604                                                    | 50                                                     | 32                                                     |
| 1999                                                   | 453                                                    | 44                                                     | 38                                                     |
| 2000                                                   | 743                                                    | 40                                                     | 32                                                     |
| 2001                                                   | 569                                                    | 49                                                     | 38                                                     |
| 2002                                                   | 521                                                    | 60                                                     | 36                                                     |
| 2003                                                   | 482                                                    | 64                                                     | 44                                                     |
| 2004                                                   | 545                                                    | 70                                                     | 48                                                     |
| 2005                                                   | 488                                                    | 58                                                     | 48                                                     |
| 2006                                                   | 549                                                    | 35                                                     | 36                                                     |
| 2007                                                   | 481                                                    | 50                                                     | 32                                                     |
| 2008                                                   | -                                                      | -                                                      | -                                                      |
| 2009                                                   | 429                                                    | 37                                                     | 35                                                     |
| 2010                                                   | -                                                      | -                                                      | -                                                      |
| 2011                                                   | -                                                      | -                                                      | -                                                      |
| 2012                                                   | 423                                                    | 80                                                     | 57                                                     |
| 2013                                                   | 471                                                    | 53                                                     | 39                                                     |
| 2014                                                   | 471                                                    | 61                                                     | 38                                                     |
| 2015                                                   | 458                                                    | 158                                                    | 104                                                    |
| 2016                                                   | 457                                                    | 132                                                    | 98                                                     |
| 2017                                                   | 394                                                    | 57                                                     | 39                                                     |
| 2018                                                   | 264                                                    | 85                                                     | 57                                                     |
| 2019                                                   | 289                                                    | 55                                                     | 53                                                     |
| 2020                                                   | 204                                                    | 46                                                     | 39                                                     |
| 2021                                                   | -                                                      | -                                                      | -                                                      |
| 2022                                                   | 271                                                    | 92                                                     | 60                                                     |
| 2023                                                   | 258                                                    | 78                                                     | 88                                                     |
| 2024                                                   | 245                                                    | 108                                                    | 50                                                     |